# Tulkarm
Tulkarm sau Tulkarem (în arabă: طولكرم, în ebraică:טול כרם) este un oraș arab palestinian din vestul regiunii Samaria, în centrul Palestinei (sau Țării Israelului), pe teritoriul administrat din punct de vedere politic și al securității („Zona A” a Cisiordaniei (Malul de Vest)) de către Autoritatea Națională Palestiniană. Orașul se mărginește la vest cu așa numita Linie Verde, linia de armistițiu dintre Israel și Iordania din 1949. În 2005 Israelul a ridicat acolo un zid de securitate, din beton. 
Tulkarm este locuit de arabi musulmani și de o mică minoritate de arabi creștini. Orașul se află în valea Wadi al Shair la 16 km est de orașul israelian Natania, iar în estul său se află orașele Nablus (Sihem sau Shkhem din Biblie) și Jenin. 
În 2017 Tulkarm avea o populație de 64.532 locuitori 
În 2022 populația orașului număra 89.759 locuitori, care se numesc karmi. Localitatea este reședința Guvernoratului Tulkarm.

## Numele
Tulkarm este format din două cuvinte:Tul (în arabă طول), care, la origine in limba arameică și în arabă era pronunțat Tur (طور) și însemna munte și Karma în arameică sau Krm sau Krm 'inab în arabă -كرم/عنب  care însemna viță de vie, deci numele localității (Tur Karma, Tur Krm) însemna „Muntele Viei”. 
Există și o altă explicație, înrudită, bazată pe cuvintele arabe Tel alkrm, în care Tel (تل) înseamnă „deal”, iar Al-Krm (الكرم) - „strugure”, după care așezarea s-ar fi numit Dealul Strugurelui. Denumirile legate de vița de vie evocă poate abundența viilor în regiunea Samariei, așa cum stă scris în Cartea lui Ieremia  (31,4 - în traducerea în limba română, ediția  din 2001 a lui Bartolomeu Anania 31,5 )
„Sădiți vii pe munții Samariei, sădiți și lăudați!”
„ע֚וֹד תִּטְּעִ֣י כְרָמִ֔ים בְּהָרֵ֖י שֹֽׁמְר֑וֹן נָטְע֥וּ נֹטְעִ֖ים וְחִלֵּֽלוּ׃”
Astăzi numele arab al orașului este înțeles ca „lungimea viei” sau „via cea lungă” (tul însemnând lung) ori ca „muntele generos”.(vezi cuvântul arab karim = generos

## Istorie

### Epoca romană, bizantină, a califatului arab și a cruciaților

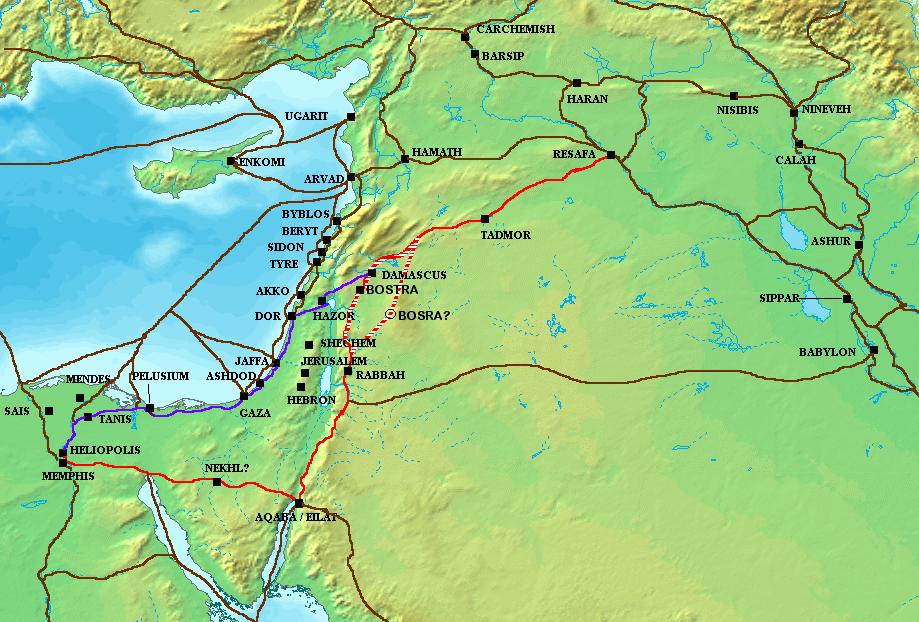
Drumurile Levantului antic

Localitatea a fost construită peste vestigii antice care cuprind temelii, fântâni, teascuri, morminte în stâncă, un altar de piatră, urmele unui fel de mausoleu etc
.
Originile așezării datează cel puțin din secolul al III-lea d.Hr.
A fost identificată de unii cercetători cu Birat Sorika (Beit Sorika) sau Srika, nume menționate în Talmudul Ierusalimicca fiind așezarea unor „eretici” (minim) și care însemna în arameică și arabă „Izvorul sau fântâna aleasă” ,  Numele Birat Surika este pomenit sub forma Sorek sau Sarak și în ostraca descoperite în Samaria.
În evul mediu Samaritenii o numeau Tur Kerem, iar cruciații au folosit și ei denumirea Tur Karma - adică „Muntele viei” în limba arameică
Localitatea era o stație de caravane așezată la răspântia a trei însemnate căi comerciale: Drumul Mării Via Maris lega Egiptul de țările Levantului (azi corespunzând șoselei 444). El unea și sudul cu nordul Țării Israelului sau Palestinei trecând prin Latrun și îndreptându-se spre Galileea.
Alt drum parcurgea văile Samariei până în Valea Izreel (a Esdraelonului). Al treilea drum (azi corespunzând șoselei 57) lega Jaffa și litoralul Mediteranei și regiunea Sharon, spre vest, cu orașul Nablus și de acolo cu Transiordania (în diverse perioade trecea și pe la sud de orașul de azi Kalkiliya)

### Epoca ayubidă și mamelucă
După surse samaritene, în evul mediu locuia aici o comunitate samariteană însemnată numită Tur Kerem, centru al samaritenilor din regiunea dintre Cezareea și Nablus. 
.
După recucerirea în 1187 a unei mari părți din Palestina de către Saladin (Salah ad-Din) în 1187, primele familii care s-au așezat la Tulkarm au aparținut clanului de militari kurzi Zaydan  
Ei au fost aduși de Saladin în valea Wadi al-Sha'ir cu scopul de a întări apărarea accesului vestic spre Ierusalimul  deținut de musulmani în fața cruciaților care încă dominau litoralul.
Membrii clanului Zaydan au dominat zona Tulkarm până la începutul secolului al XVII-lea.
Prin anul 1230 în timpul epocii ayubide târzii au migrat dinspre Arabia la Tulkarm un prim grup de arabi, țărani și păstori semi-nomazi veniți în regiune din Arabia cu mai multe generații înainte. Printre ei s-au numărat membrii familiei Fuqaha, care erau considerați „ashraf", înrudiți cu profetul Mohamed și din care unii au slujit ca ulama, erudiți religioși ai localității.
În epoca mamelucilor (1260-1517), în secolul al XIV-lea s-au așezat la Tulkarm arabi din Africa de Nord si câțiva din Nablus. Ei au lucrat în agricultură și creșterea vitelor, furnizând piei tăbăcăriilor de pe coasta mării, care au fost recucerită în a doua jumătate a secolului al XIII-lea din mâinile cruciaților.
Dhaher Baibars, învingătorul mongolilor, a împărțit aria intre doi din emirii săi - Badr-a-Din Basari al Shamsi al Salihi și Badr-a-DIn Baylik Al Khazandari 
Sub ayubizi și mameluci majoritatea pământurilor din Tulkarm și împrejurime erau ale waqfului, adică aparțineau unui fond religios, în cazul acesta, cel destinat sprijinului financiar al Madrasei Al-Farisiya, o școală islamică persană care funcționează la Ierusalim, în apropierea Moscheii Al Aqsa. În 1354 două treimi din pământurile sătenilor aui fost reconfirmate ca aparținând acestui fond de către viceguvernatorul Damascului, Faris Al-Din Al Baki, după al cărui nume se numește madrasa.

### Epoca otomană
Din 1517 Tulkarm a făcut parte din Imperiul Otoman. El a fost încorporat în Elayetul Damasc 
Sultanul Soliman Magnificul (1520-1566) a transferat waqful Tulkarm madrasei Al Jawhariya aflată tot în Cartierul musulman din Ierusalim, la nord vest de moscheea Al Aqsa. Populația era obligată să plătească waqfului un impozit  numit qasm în valoarea unei treimi din recoltă. In acea vreme populația localității avea 522 locuitori (95 gospodării = „khana). iar qasmul consista din 8 carate de grâu și 3 carate de orz. Fondul islamic era administrat de familiile din elita locului care au dobândit o stare socială și economică ridicată. Numărul locuitorilor a crescut prin căsătorii cu familii care s-au refugiat în urma luptelor violente intestine dintre diferitele clanuri din Jabal Nablus.În 1548 ea ajuns la circa 1.040 locuitori cu 189 gospodării. 
La sfârșitul secolului al XVI-lea Tulkarm a integrat un nou grup de arabi veniți din Neghev și din Hebron, în căutarea de siguranță și de pământuri. În 1596 Tulkarm apărea în registrele de impozite otomane (Defterler al-Mufassal) ca făcând parte din nahiya (plasa) Qaqun care era o parte din Sangeacul Nablus. El era cel mai mare sat din nahiya, având 176 gospodării musulmane (circa 968 persoane) care plăteau biruri pentru grâu, orz, recolte de vară, măsline, capre, stupuri și un teasc pentru măsline sau struguri  
În acea perioadă timpurie a epocii otomane satul era împărțit în cinci cartiere (hara, plural harat) în jurul moscheii vechi, Moscheea Ali al Jazri al-Mughrabi. Populația era în marea majoritate sunită și formată din țărani „felahi” - Fellahin. 
Familiile elitei erau pe atunci „hamulele” (hamáil) Zaydan și Tarabay ,aceasta din urmă originară din satul Lajjun și provenind din tribul Bani Harith. Având în vedere natura descentralizată a statului otoman, aceste clanuri și succesorii lor au stăpânit în următoarele veacuri beneficiind de un grad înalt de autonomie. Reprezentanți ai clanului Zaydan au fost numiți „mutassalim”, colectori de biruri din partea autorităților otomane.
Pe la mijlocul secolului al XVII-lea, din cauza încasării nemiloase a birurilor, inclusiv a impunerii de corvezi copiilor și femeilor, majoritatea membrilor clanului Zaydan,cu excepția copiilor și bătrânilor, au fost masacrați de locuitori ai satului în timpul Rugăciunii de Vineri.
Drept urmare, puterea politică în Tulkarm a trecut în mâinile clanului Badran, în timp ce familia Fuqaha a preluat controlul pământurilor waqfului și poziția de conducători religioși ai satului. Autoritatea reprezentanților familiei Fuqaha decurgea din statutul lor de Ashraf, și din legătura lor cu instituția sufită (zawiya) Rifaiya. Supraviețuitorilor din clanul Zaydan ca și noilor veniți în sat li s-a permis șederea în cartierul de vest

#### Campania lui Napoleon Bonaparte
În timpul expediției din 1799 a lui Napoleon Bonaparte în Egipt și „Siria”, Tulkarm apare pe harta 45 a lui Pierre Jacotin  sub numele „Toun Karin”.
Tulkarem a fost foarte afectat în primăvara 1799 de atacul trupelor franceze comandate de generalul Kléber. Francezii au ars recoltele, iar localnicii au declanșat o lupta de gherilă împotriva lor. Orașul a fost bombardat de artileria franceză și cucerit. 

#### Continuarea stăpânirii otomane
Tulkarm a avut de suferit și în timpul ocupației Palestinei de forțele egiptene ale lui Ibrahim Pașa în 1831-1840.
Până în 1861 conducerea localității a fost în mâinile unuia sau două clanuri: Turabay al Harithi și Zaydan în secolele al XVI-lea-XVII-lea, Badran de la mijlocul secolului al XVII-lea pana la mijlocul secolului al XVIII-lea, At'aut de la mijlocul secolului al XVIII-lea până la începutul secolului al XIX-lea, apoi clanurile Barkawi și Jayusi în secolele al XVIII-XIX-lea.
În urma adoptării Codului Agrar Otoman în 1858  sistemul proprietății colective „musha”  a fost abrogat treptat, iar locuitorii au fost somați să-și înregistreze proprietățile în fața autorităților centrale. Felahii se fereau să se înregistreze nominal de teama înrolării în armata otomană și în schimb, au investit clanurile elitei cu rolul de latifundiari.
În felul acesta, clanuri precum Samara, Al Haj-Ibrahim și Hanun, au obținut în mod oficial porțiuni vaste din pământurile din Tulkarm, în timp ce țăranii care fuseseră de generații proprietari în comun ale acestora, au început să figureze doar ca locatari.
Din clanurile Jayusi din Kur și Al Barqawi din Shufa s-au recrutat conducătorii celor două instituții religioase ale localității. În secolul al XIX -lea în mâinile clanului Barqawi au ajuns toate pământurile din jurul orașului. 
În anii 1860 exploratorul Victor Guérin a găsit că Tulkarm era o localitate de mărime „considerabilă”, având 1.000 locuitori..În  acei ani autoritățile otomane au conferit satului un lot de pământ numit Ghabat Tulkarm aflat la vest, în câmpia Saron, în fostele limite ale pădurii de stejari Arsur (în arabă Ghaba).   
În 1882 „Prospectarea Palestinei de vest” (Survey of Western Palestine) a descris Tulkarm ca un sat lung, aflat la înălțime, înconjurat de pământ arabil și stânci. Avea mai multe case de mărime convenabilă, în cea mai mare parte din piatră.
În 1876 Tulkarm a devenit centrul administrativ al unui nou subdistrict „kada” Bani Saʿb-TulkarmÎn 1892 Tulkarm a fost recunoscut ca oraș  si astfel  subdistrictul Bani Sa'b cuprindea 44 sate și două orașe: Tulkarm și Kalkilia. La Tulkarm a fost înscăunat și un guvernator (caimacam),făcând ca cele câteva mii de locuitori, majoritatea felahi, să ajungă mai în atenția puterii centrale. Tulkarmul a ajuns la o poziție mai însemnată față de satele din jur, inclusiv Qakqilia, el servind drept centru de comercializare a produselor din regiunile Saron și Samaria. Centrul orașului s-a deplasat de la zona Moscheii Vechi spre un teren viran din nord-vest, unde s-au construit clădiri guvernamentale, un oficiu poștal, o școală și un spital.
Aceste noi servicii au întărit rolul Tulkarmului ca centru însemnat al locuitorilor regiunii. La începutul secolului al XX-lea familia Hannun a posedat terenuri întinse în Tulkarm și în Dhinnaba. Membrii ei au întreținut relații strânse cu celelalte clanuri locale. 

#### Căile ferate

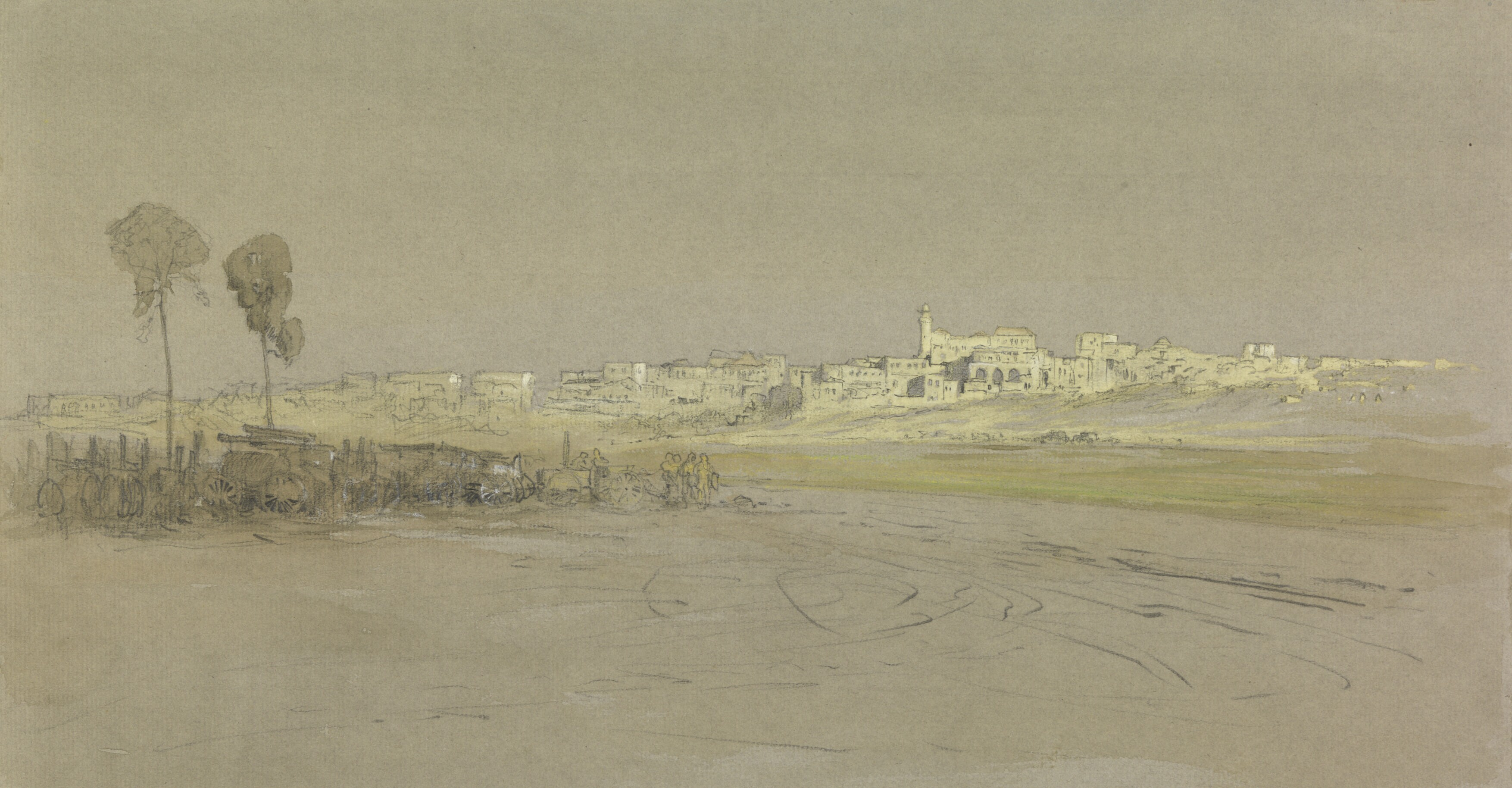
O coloană de căruțe și oameni și în spate - Tulkarm, pictat de Donald Maxwell, 1917

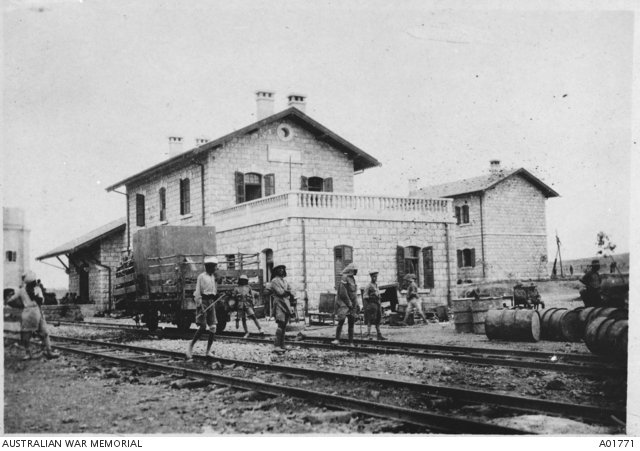
Soldați britanici și muncitori feroviari repară linia ferată lângă Gara Tulkarm, 1918

În 1908 autoritățile otomane au transformat Tulkarm într-un nod însemnat pe calea ferată a Hijazului care lega Lydda cu Tulkarm si Nablus,. și apoi cu Damascul via Jenin, Afula, Baisan, Samakh, Jisr al Majma - Al Hamma - Daraa. De asemenea Tulkarm a devenit un nod și pe linia ferată care unea Turcia și Siria prin Sinai cu Egiptul.Gara feroviară otomană a fost clădită în vestul orașului, servind drept legătură între calea ferată a Samariei și cea de est si drept bază logistică pentru armata otomană.  Aceasta a folosit Tulkarm ca una din principalele ei baze în timpul luptelor din Sinai și Palestina în Primul Război Mondial. Tulkarm a fost atunci bombardat de avioane britanice lansate de pe purtătorul de avioane „HMS Anne” (1915).
În 1918 localitatea a fost capturată de forțele britanice.

### Administrația mandatară britanică

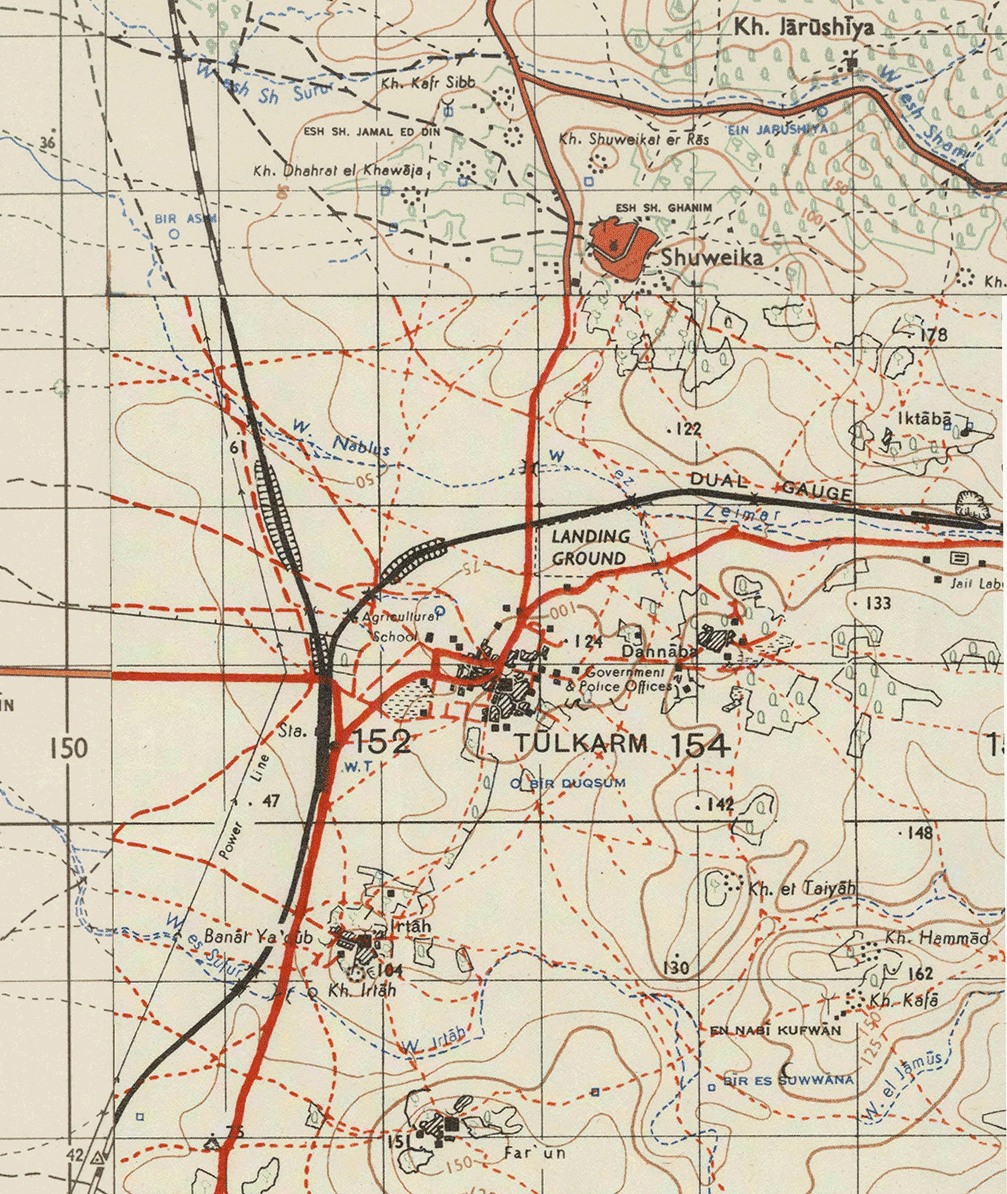
Regiunea Tulkarm în anii 1940

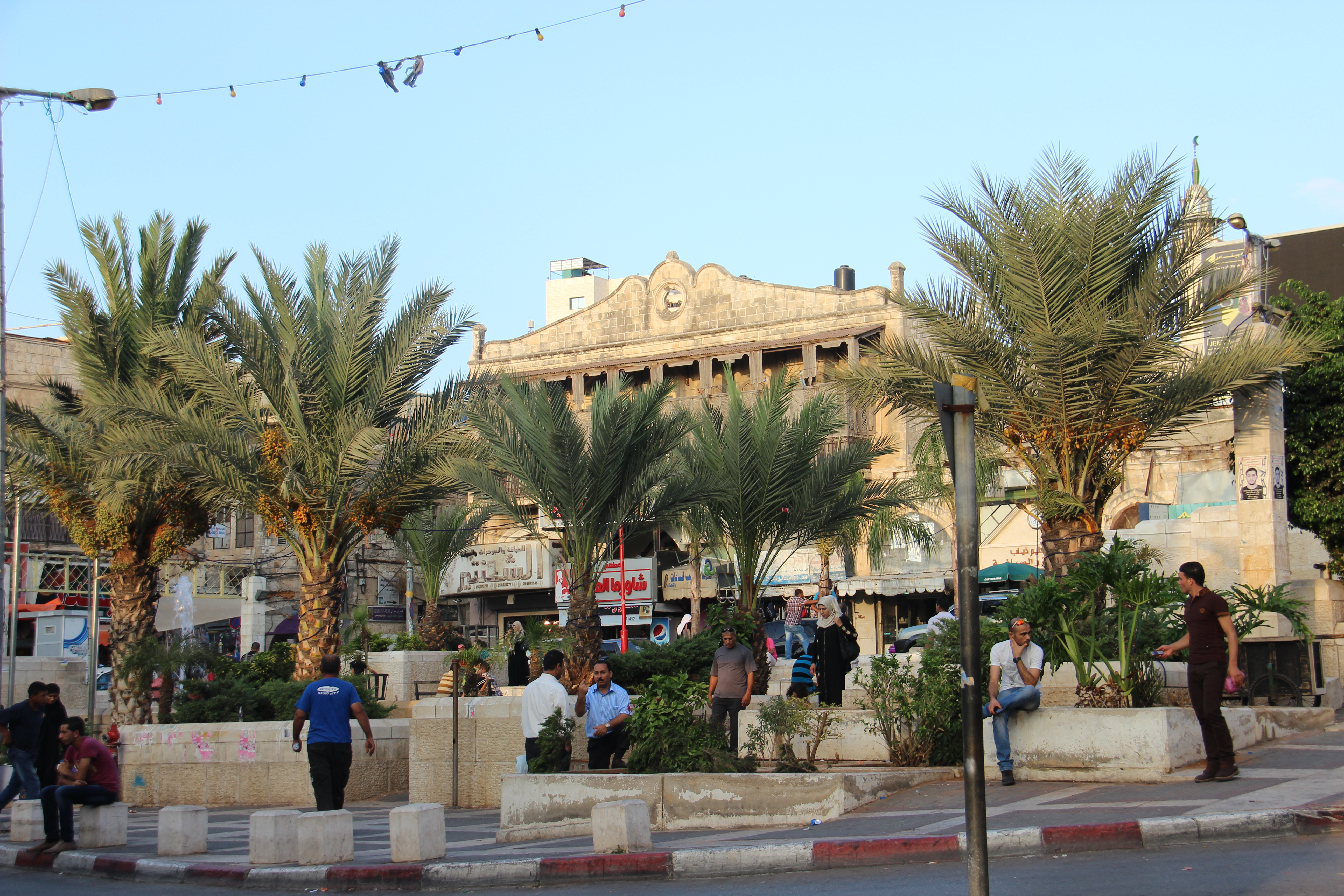
Centrul orașului Tulkarm

În timpul administrației Mandatului Britanic în Palestina (1921-1947) Tulkarm a devenit centrul subdistrictului Tulkarm.. care includea 70 localități, între care și Kalkilia.
Gara Tulkarm a continuat să funcționeze și sub stăpânirea britanică. Din cauza lărgimii liniilor ferate, ea a slujit drept punct de tranziție și schimb între trenuri.  
Mai târziu linia Samariei a fost scoasă din uz și s-a construit spre nord o linie a litoralului care lega Tulkarm de Hadera și Haifa. 
La recensământul din 1922 locuiau în Tulkarm și 22 evrei.

În anii 1930 s-a construit o șosea (azi șoseaua 57) care a legat Tulkarm de localitatea evreiască Natania, aflată pe litoralul mediteraneean. Ulterior șoseaua Petah Tikva-Hadera nu a mai trecut prin Tulkarm, ceea ce a redus avântul dezvoltării orașului.. Pentru a se putea confrunta cu creșterea demografică semnificativă și cu starea înapoiată a infrastructurii în 1945 britanicii au stabilit un plan de dezvoltare civilă pentru Tulkarm și satele satelite Dhinnaba, Shuweika și Irtah. 

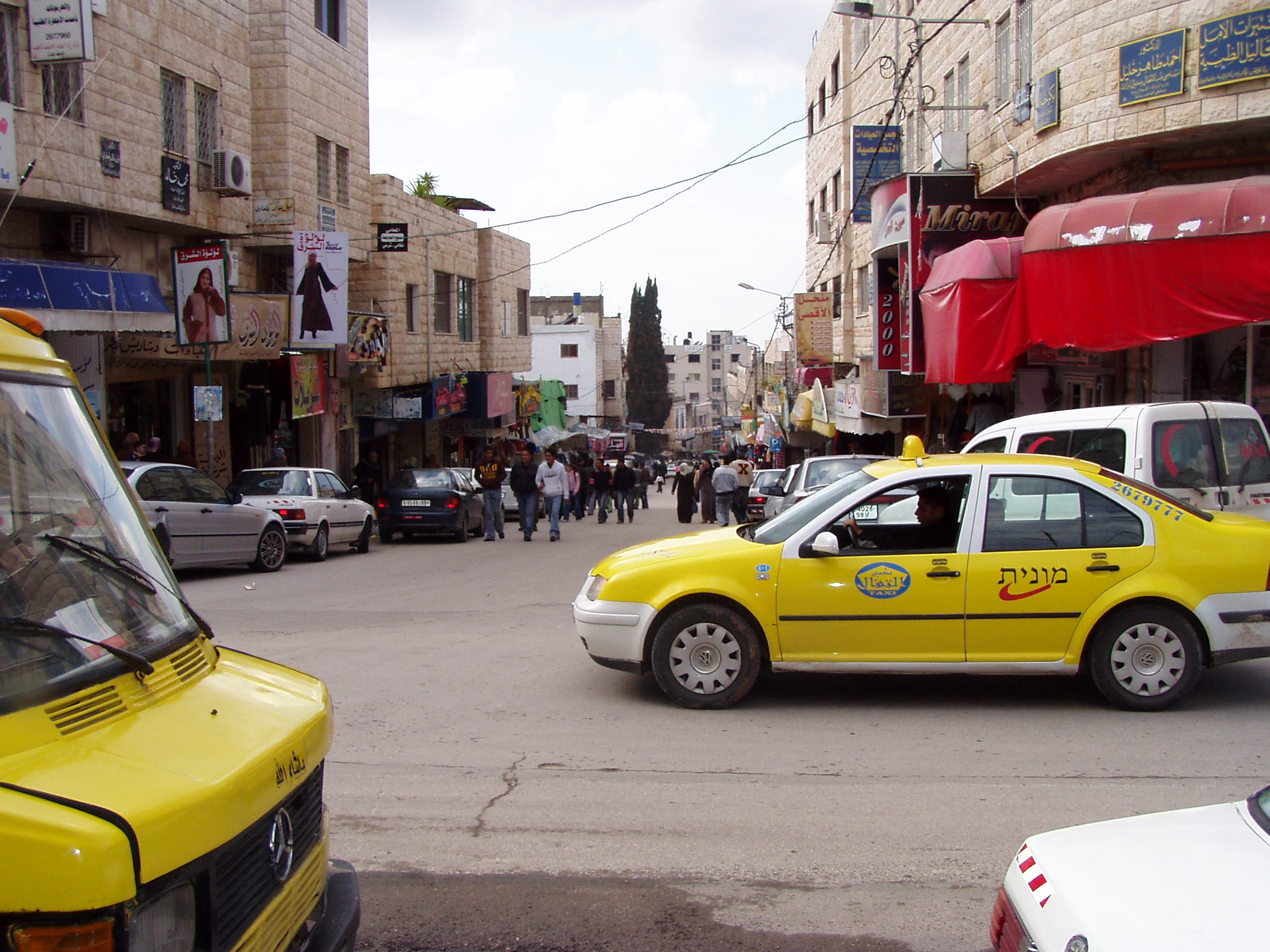
Strada Paris din Tulkarm

Tulkarm a fost divizat în patru sectoare, principala activitate comercială concentrându-se de-a lungul șoselelor nord-sud si est-vest. Urbanizarea a continuat să se extindă spre marginea de nord a localității, pe socoteala spațiilor verzi.
În anii 1930 a crescut avântul mișcării naționaliste arabe care se opunea imigrației evreiești promovate de sionism. Ca la Hebron și la Ierusalim în oraș a activat o vreme o organizație secretă în acest spirit.

#### Revolta arabă din 1936-1939
Marea revoltă a arabilor din Palestina împotriva regimului mandatar britanic în 1936-1939 a avut Tulkarem și împrejurimile lui ca unul din epicentre. Ea a început la 15 aprilie 1936 cu uciderea la Tulkarm a doi evrei și rănirea unuia într-un atac armat arab asupra unui vehicul. În fruntea tulburărilor a stat Abd al Rahim al-Hajj Muhammad din Dhinnaba, care aparținea clanului Samara 

#### Ultimii ani ai administrației britanice
În 1945 potrivit datelor unui sondaj oficial, Tulkarm avea 8.090 locuitori, din care 7.790 musulmani, 280 creștini si 20 „alții", pe o suprafață de 167.29 hectare urbane și 3.261 hectare rurale.
  
Din acestea din urmă 239.9 erau destinate culturii citricelor si bananelor, 276 unor plantații și unor terenuri irigabile, 2825.6 hectare culturilor de cereale, iar 149 hectare erau arii locuite.

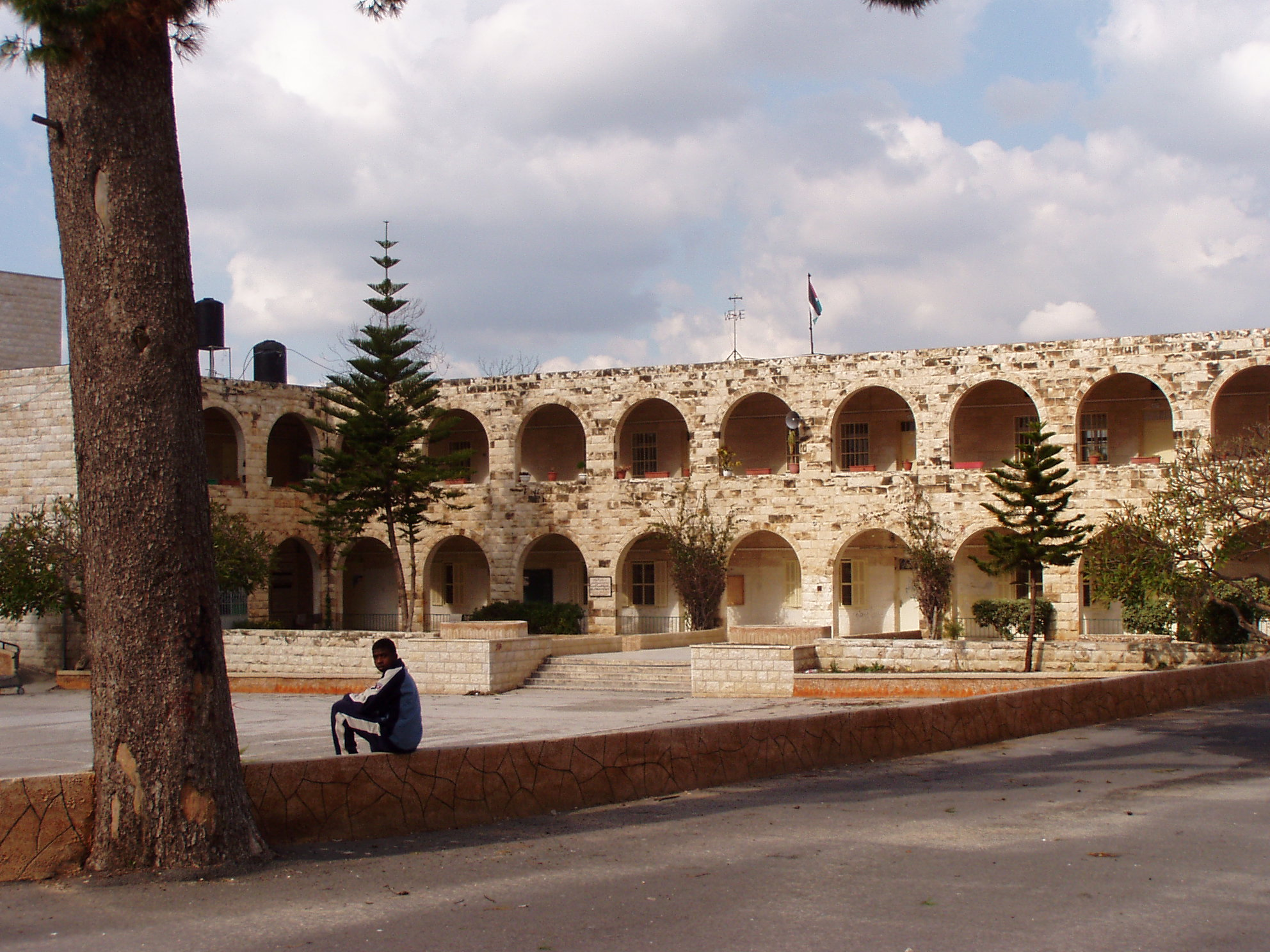
Liceul Al Adawiya

### Războiul arabo-israelian din 1948-1949
Potrivit rezoluției Adunării Generale a O.N.U din 29 noiembrie 1947 de împărțire a Palestinei ex-mandatare, Tulkarm urma să facă parte din statul arab palestinian, care însă nu a fost proclamat din cauza împotrivirii părții arabe la planul de împărțire. Orașul era conectat de la începutul anilor 1930 la rețeaua de electricitate a Companiei electrice înființate de evrei.
În primăvara 1948 în urma luptelor intre arabi si evrei a fost deconectat și orașul s-a aflat în lipsă de apă potabilă. În Tulkarm s-a aflat comandamentul forței militare trimise de monarhia irakiană, care, ca și primăria Tulkarm au fost nevoite să contacteze compania evreiască de electricitate pentru a continua alimentarea orașului cu curent electric.

### Administrația Iordaniei
În timpul Războiului din 1948-1949 Tulkarm s-a aflat sub controlul armatei irakiene și apoi a fost anexat cu teritoriul numit Cisiordania sau Malul de Vest la Regatul Hașemit al Iordaniei
Acordul de armistițiu dintre Israel și Transiordania a lăsat sub controlul Israelului circa 3000 hectare de pământ agricol al Tulkarmului din cele 3200. Pierderea acestor pământuri a dus la la exodul multor locuitori din Tulkarm spre malul de est al Iordanului și peste hotare în căutare de lucru. , în timp ce orașul a trebuit sa găzduiască („refugiați palestinieni") din alte teritorii ajunse în posesia Israelului. 
În perioada administrației iordaniene (pe care palestinienii nu o denumesc „ocupație”, ci „tutelă” ), Tulkarmul s-a aflat oarecum izolat, aflat lângă linia de armistițiu, prins între poziții militare israeliene la vest și iordaniene aflate în perimetrul orașului. În urma războiului a fost rupt în întregime de localitățile arabe din Saron, Câmpia Litorală, Shefela, Galileea și Fâșia Gaza, și de porturile la Mediterană, ocupate de Israel. Principala conexiune economică și socială s-a stabilit cu orașul Nablu. În această perioadă s-a înființat un cazinou(al lui Hajj Rushdi)  care atrăgea turiști arabi din Golful Arabo-Persic veniți la Tulkarm în vilegiatură în zilele de vară. Uneori au avut loc în oraș demonstrații împotriva regimului iordanian, care au fost reprimate cu asprime. 
În 1950 UNRWA a creat două tabere de refugiați: în nord-vest Tabăra Tulkarm, cuprinzând o arie de 0.18 km² atașată orașului, între oraș și cartierul Dhinnaba, și tabăra Nur al-Shams, la est, în sudul șoselei Tulkarm-Nablus (șoseaua 57) Majoritatea celor găzduiți în taberele de refugiați proveneau din Jaffa, Cezareea și Haifa. În prezent,în al treilea deceniu al secolului al XXI-lea, tabăra Tulkarm este a doua tabără de refugiați palestinieni ca mărime din Cisiordania.
Din 1961 guvernul iordanian a autorizat un plan de dezvoltarea Tulkarmului. În 1963 cătunul Jarrad  aflat la sud-est si alte pământuri din nord-est (în total 1.8 km²) au fost anexate la Tulkarm. În 1964 i s-a adăugat și satul Dhinnaba (0.75 km²) din est, iar în 1967 satul Shuweika din nord și micul sat Irtah din sud. 

### Războiul de Șase zile. Administrația israeliană și cea palestiniană

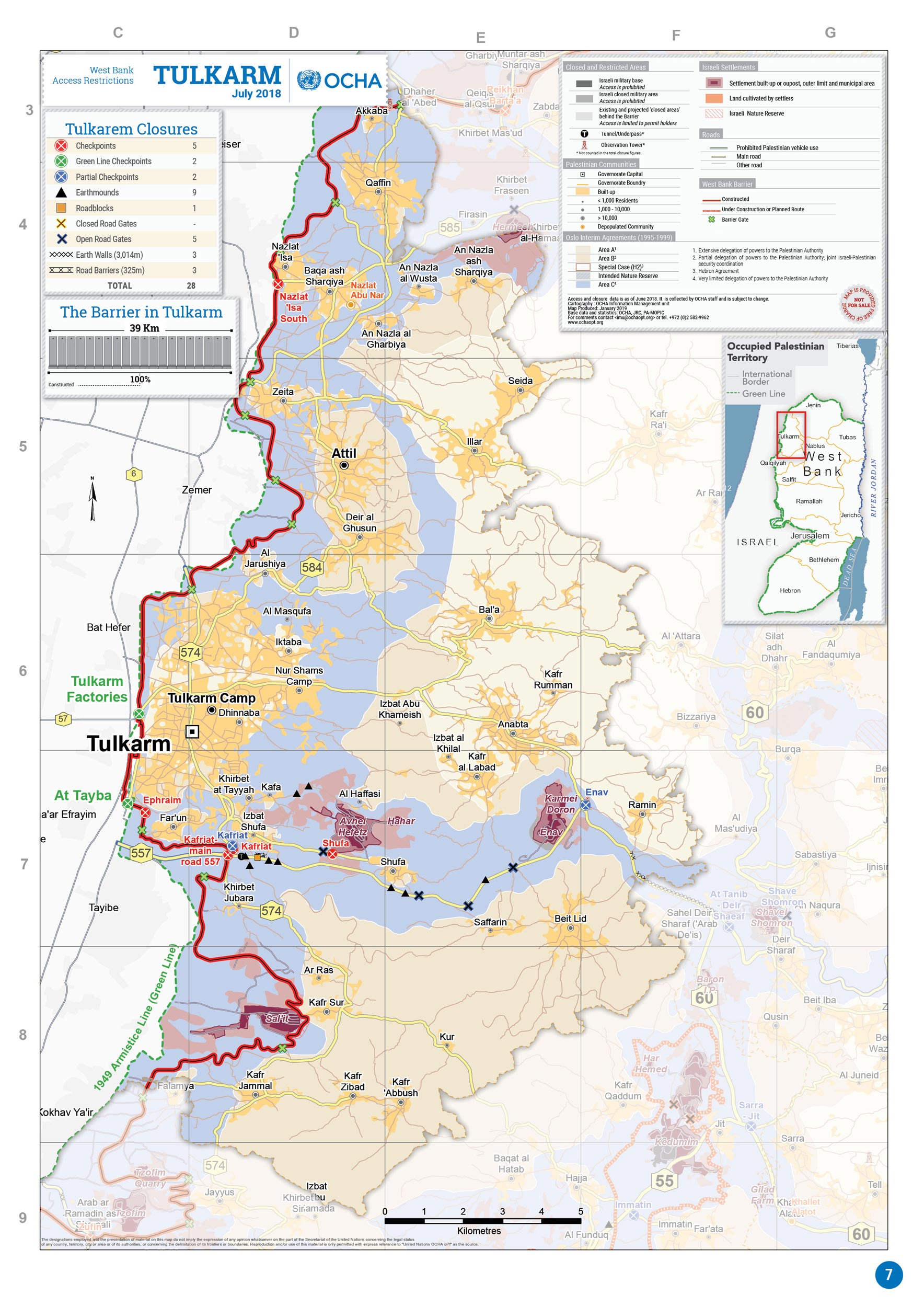
Hartă a regiunii din 2018 a O.N.U., arătând aranjamentele din zona sub ocupație israeliană și administrație palestiniană

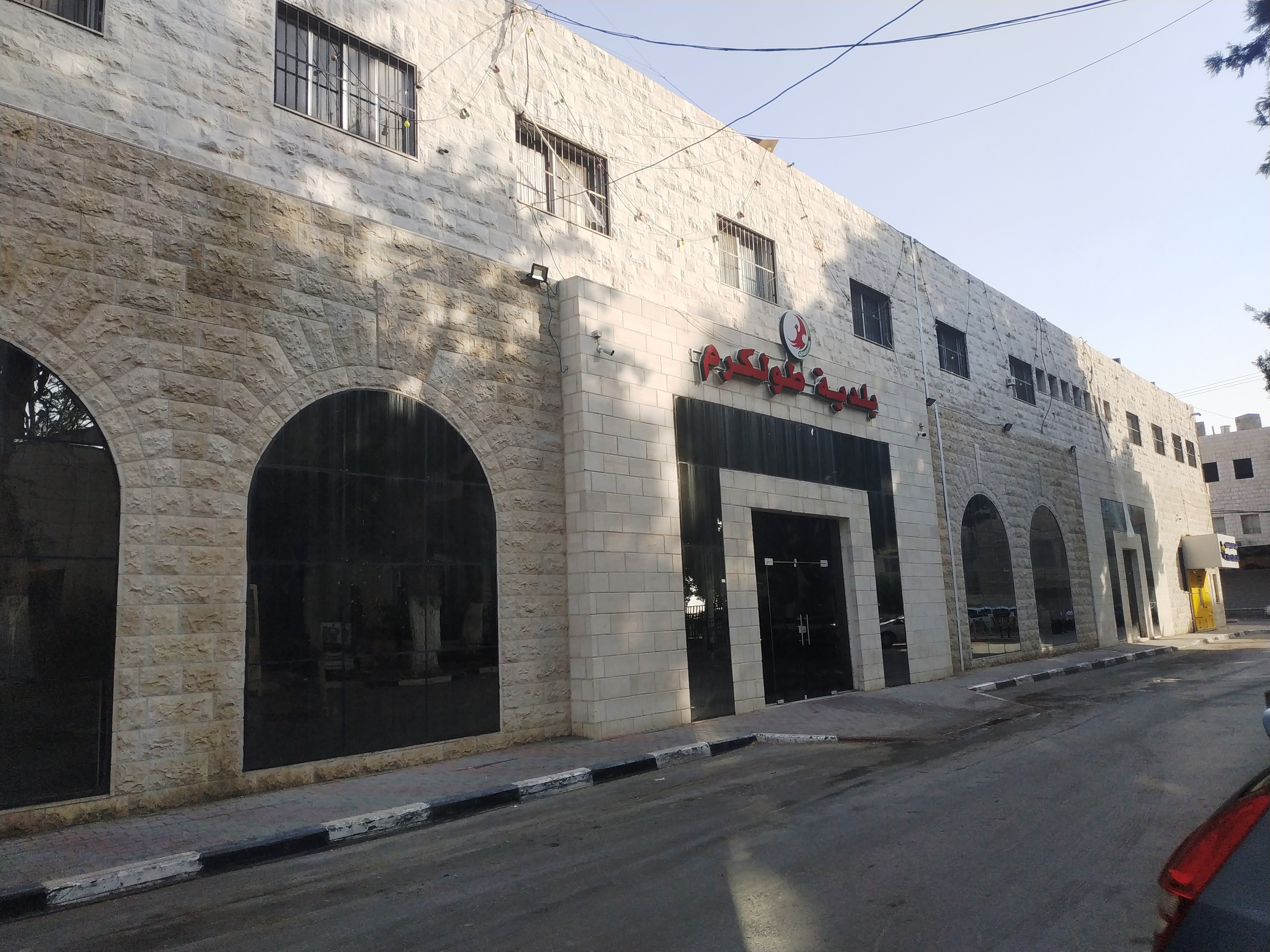
Primăria Tulkarm

În timpul Războiului de Șase Zile, Iordania a atacat Israelul și armata israeliană a ocupat Cisiordania.  Tulkarm a fost ocupat de brigada 5 a armatei israeliene. 
Între 1967-1982 Tulkarm a fost controlat de guvernământul militar israelian, din 1982 de către guvernământul civil israelian al teritoriilor ocupate.   
În primii ani de administrație israeliană localitatea a cunoscut o perioada de prosperitate a comerțului și agriculturii. A primit mulți vizitatori din Israel, în căutare de mărfuri și tratamente dentare ieftine, și un număr mare de locuitori au găsit de lucru în Israel.
În urma Acordurilor de la Oslo dintre Israel și Organizația pentru Eliberarea Palestinei, mai precis a Acordului Oslo II din 1995  la 10 decembrie 1995 controlul asupra orașului Tulkarm a fost predat de israelieni Autorității Naționale Palestiniene, el fiind al treilea oraș palestinian din care s-au retras forțele israeliene. La 31 decembrie 1995 orașul a fost vizitat de președintele ANP, Yasser Arafat.

#### Intifada Al-Aqsa. Zidul de securitate
Din cauza apropierii de regiunea Sharon (Saron) din Israel orașul a servit în timpul așa numitei Intifada al Aqsa ca bază a numeroase atentate ucigașe împotriva populației israeliene. În urma atentatului de la sala de nunți „Armon David” din Hadera la începutul anului 2002, orașul a fost reocupat temporar de armata israeliană. Atacul cel mai sângeros efectuat de teroriști porniți din Tulkarm a fost cel lansat în seara Cinei de Paștele evreiesc din anul 2002 la hotelul „Park” din Natania, care a fost motivul principal al Operațiunii militare israeliene Homat Maghen (Zid de apărare) împotriva grupurilor teroriste palestiniene din regiunea Samaria. În cursul acestei operațiuni soldați rezerviști au ocupat din nou Tulkarm și cele două tabere de refugiați ale sale. Ulterior Israelul a ridicat un zid de separare între Tulkarm și regiunea Sharon, a cărui porțiune de-a lungul șoselei 6 era destinată să împiedice focuri de arme din direcția palestiniană.  
Ridicarea zidului a produs o anumită izolare a orașului, cu dificultăți în transport și comerț între Tulkarm și localitatea arabă israeliană Taibe și așezările arabe din așa numitul Triunghi. La 21 martie 2005 armata israeliană s-a retras din nou din Tulkarm.. În 2009 un tribunal israelian a decis schimbarea traseului zidului pentru a evita blocarea accesului dintre satul Hirbet Jabara și Tulkarm.  
La sud și la est de oraș au fost postate bariere permanente ale armatei israeliene care supraveghează circulația dintre Tulkarm și orașele Nablus și Kalkiliya. La vest, lângă satul Irtakh s-a creat un terminal pentru trecerea de mărfuri și persoane.  
În apropierea orașului Tulkarm, dincoace de frontieră, se află așezările agricole israeliene Yad Hanna, Nitzaney Oz și Bat Hefer. 
Reocupația israeliană directă în Tulkarm s-a încheiat în 2005, când localitatea a fost predată din nou Autorității Naționale Palestiniene  
Aceasta din urmă a instituit restricții ale portului de arme, permițând militanților să dețină o singură armă de foc înregistrată, care trebuie să nu fie încărcată și expusă în public.

#### Intensificarea activității gherilei islamiste în 2022-2024
În urma intensificării atentatelor operate de organizațiile Hamas și Jihad Islami  din taberele de refugiați  Tulkarm si Nur a-Shams, contra civililor și a militarilor israelieni, pe teritoriul Israelului și in teritoriile ocupate, în martie 2022- aprilie 2023 Israelul a lansat în aceste tabere și în alte locuri din Samaria  operațiunea „Digul" (Shover galim).
În timpul războiului dintre Israel și forțele islamiste din Fâșia Gaza (Hamas,Jihad Islami), declanșat la 7 octombrie 2023, s-au întețit de asemenea acțiuni de teroare și gherilă contra Israelului, pornite din Tulkarm, mai ales din taberele de refugiați Nur a-Shams și Tulkarm 
Armata israeliană, grăniceri și unități de poliție și securitate antiteroare israeliene au efectuat în octombrie, noiembrie și decembrie 2023 precum și în ianuarie , martie și iulie și august 2024 incursiuni și acțiuni militare împotriva luptătorilor islamiști care s-au organizat în taberele de refugiati amintite. (ex. „Batalionul Tulkarm - Reacție rapidă”, Brigada Tulkarm" etc) 
Tulkarm este membru în Organizația orașelor și capitalelor islamice, în Organizația orașelor arabe și în Organizația orașelor din Bazinul Mediteranei.

## Geografie

### Poziție geografică
Orașul este situat în regiunea Samaria, la marginea de vest a părții de nord a așa numitei Cisiordanii sau Mal de vest, la circa 15 km vest de Nablus, la sud-vest de Jenin si la 16 km est de orasul israelian de coastă Natania (Netanya). 
La vest se mărginește cu așa numita Linie Verde (Linia de armistițiu din 1949), cu Districtul de Centru si Districtul Haifa al Israelului, iar la sud cu governoratul palestinian Kalkilia (Qalqiliya) și cu governoratul palestinian Ramallah-Al Bireh. Plasarea sa centrală între șes și munte îi alocă o semnificație comercială și strategică și are un impact asupra dezvoltării sale. 
Tulkarm se afla la răscrucea dintre trei artere istorice de transport: un drum spre nord de la area Latrun de-a lungul marginii câmpiei litorale până la Muntele Carmel, Muntele Tabor, Muntele Gilboa, Nazaret, Galileea și Platoul Golan; un alt drum spre nord de-a lungul unui lanț exterior de dealuri de la Valea Aialon la Valea Yezreel, și un drum care unește litoralul mediteraneean și Natania de astăzi cu Nablus.
În jurul Tulkarmului se afla localitățile palestiniene Kafr al-Labad, Anabta, Bala și Deir al-Ghusun, satele Farun, Izbat Shufa și Iqtab și așezarea religioasă evreiască Avney Hefetz, aflată la 5 km de Tulkarm, dincoace de Linia Verde. La nord, vest și sud de oraș se află zidul de securitate care separă Israelul de Autoritatea Palestiniană. Pe partea israeliană se află orașul arab Taibe, localitatea arabă Zemer, moșavurile Shaar Efraim, Nitzaney Oz și Beerotayim, kibuțurile Yad Hanna și Bahan și satul Bat Hefer.

### Hidrografie
Râul Zaimer (Wadi Zaimer) traversează orașul de la est la vest, între zona originală Tulkarm și Shuweika,. dinspre Nablus spre Mediterană, fiind un afluent al râului Alexander (Nahal Alexander). Este destul de contaminat de industriile din partea de vest a Nablusului

### Clima
Clima la Tulkarm este mediteraneeană și subtropicală ca si zona înconjurătoare, cu ploi limitate la anotimpul iernii. Temperatura media iarna variază între +8 și +16°C, in timp ce în timpul verii variază între +17 și +30°C. Situația orașului mai la înălțime, permite un efect moderator al brizei dinspre mare. Temperatura medie nu depășește +27°C în august, iar cea din februarie nu scade sub +13.5°C.
Vara umiditatea este moderată, de 40-70%, dar iarna crește la 70-85%. Tulkarm cunoaște un anumit exces de precipitații- 550 mm anual, ele fiind responsabile de fertilitatea pământului din această arie și facilitând cultivarea citricelor, măslinilor, a pepenilor verzi etc.  ele fiind dispersate și intermitente, cum este obișnuit în Bazinul mediteranean.

## Demografie
| Anul  | Tipul de evaluare | Populația        |
| ----- | ----------------- | ---------------- |
| 1548  | Recensământ       | 1.040            |
| 1596  | Recensământ       | 968              |
| 1860s | Estimare          | 1.000            |
| 1922  | Recensământ       | 3.350            |
| 1931  | Recensământ       | 4.540            |
| 1945  | Recensământ       | 8.090            |
| 1961  | Recensământ       | 11.401           |
| 1967  | Recensământ       | 20.002           |
| 1997  | Recensământ       | 39.805 (cu Camp) |
| 2007  | Recensământ       | 61.941           |
| 2017  | Recensământ       | 64,532           |

După datele Recensământului organizat de puterea mandatară britanică în 1922 pe teritoriul Palestinei vestice,    Tulkarm avea o populație de 3.350 locuitori (după confesiunile religioase - 3.109 musulmani, 208 creștini, 23 evrei, 8 samariteni, un baha'i, și un druz).
La recensământul din 1931 Tulkarm avea o populație de 4.827 locuitori, din care 4.540 musulmani, 255 creștini, 18 evrei, șase samariteni și un druz, în plus 541 locuitori în suburbii:516 musulmani, 15 evrei și 10 creștini
In 1945 au fost numărați 8.090 locuitori (7.790 musulmani, 280 creștini și 20 „alții”)
Datele statistice din 1938 menționează la Tulkarm o populație de 5.700 locuitori cu 629 in suburbii (inclusiv 17 evrei)

Între 1931-1961 numărul locuitorilor din Tulkarm, Dhinnaba, Shuweika și Irtaha crescut constant cu o medie de 2% anual cu o ascensiune drastică după Războiul din 1948-1949 în urma influxului de refugiați palestinieni. Evreii au fugit sau au părăsit locul, probabil în timpul războiului. În urma Războiului de Șase Zile  din 1967 populația a cunoscut o scădere temporară în urma unor migrări către estul Iordanului. 
Recensământul israelian din 1967 a înregistrat la Tulkarm o populație de 10.255 locuitori, în Tabăra Tulkarm 5.020,la Dhinnaba 1.342, Irtah 925, Shuweika 2.332 și Khirbet Jarrad 128, in total 20.002.  La primul recensământ organizat de Biroul Central de Statistică Palestinian în 1997 Tulkarm avea o populație de 33.921,iar Tabăra de refugiați Tulkarm 5.884. Refugiații palestinieni au format 31.4% din locuitorii Tulkarmului și 94% din locuitorii Taberei Tulkarm. 
Rata după sex a fost 50.7% sex bărbătesc și 49.3% sex feminin. Mai mult de jumătate (52.2%) din populație avea sub vârsta de 20, 44.5% între 20-64, iar 4.1% erau peste vârsta de 64.
Statistica din 2007 a găsit că populația orașului a crescut la 51.300 locuitori și cea a Taberei de refugiați Tulkarm la 10.641.
Rata după sex era 50.3% sex masculin, și 49.7% feminin.

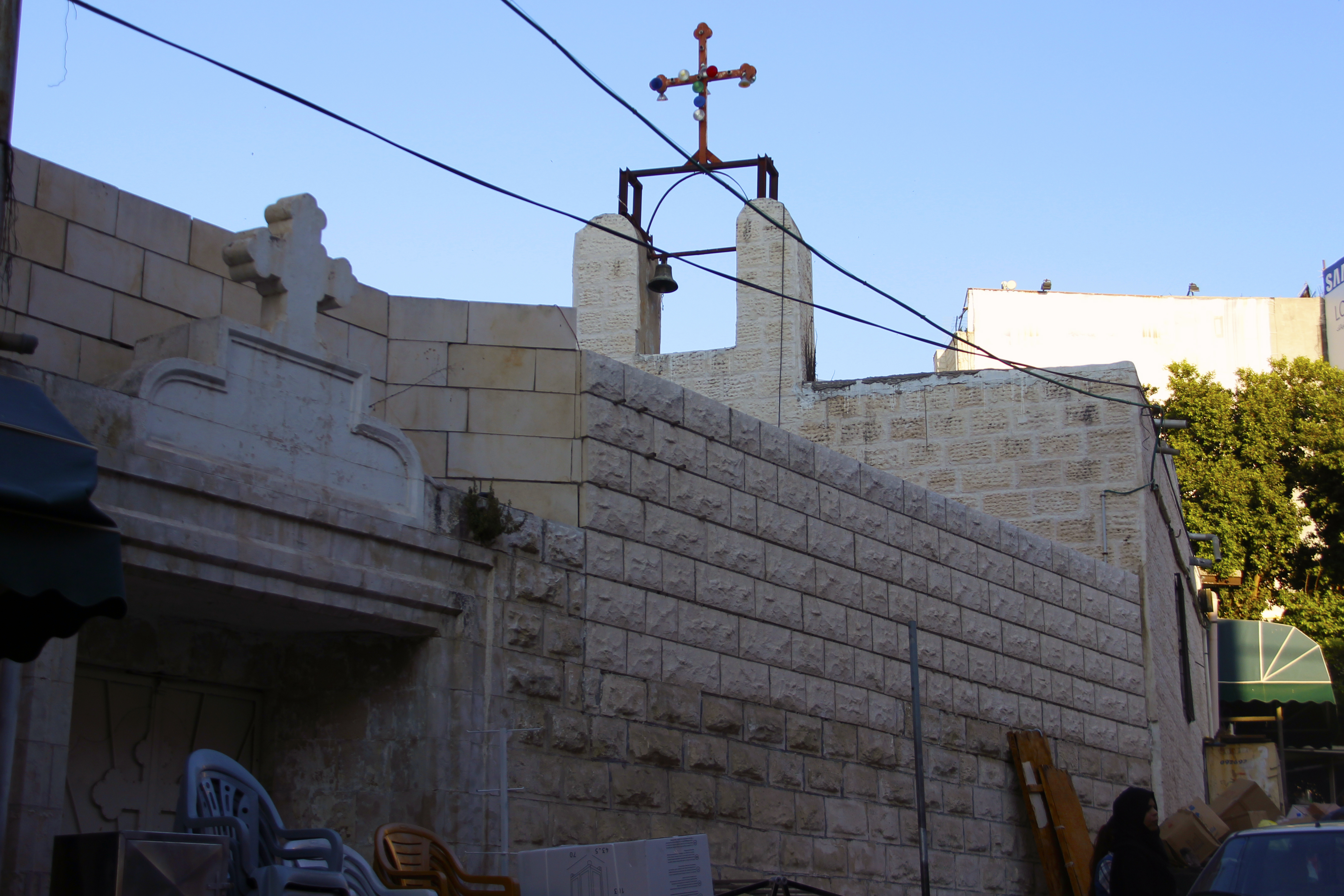
Biserica greacă-ortodoxă Sfântul Gheorghe din Tulkarm

In zilele noastre (anii 2020) aproape întreaga populație a orașului este musulmană sunită. În timpul administrației Iordaniei de dinainte de 1967 se estimează că trăiau în localitate circa 1.000 de creștini, însă, după iunie 1967 au emigrat circa jumătate, mai târziu   au plecat și restul.

Au rămas doar două familii creștine cu 15 persoane , care sunt înrudite între ele.
În localitate funcționează Biserica greacă-ortodoxă Sfântul Gheorghe (cunoscută de arabi ca Saint George), construită la începutul secolului al XIX-lea. Deși de rit ortodox, a  fost incendiată și jefuită de fanatici musulmani la 17 septembrie 2006 ca protest la critici formulate la Regensburg la adresa lumii islamice de către Papa Benedict al XVI-lea Biserica este activă și primește vizitatori.

## Economie

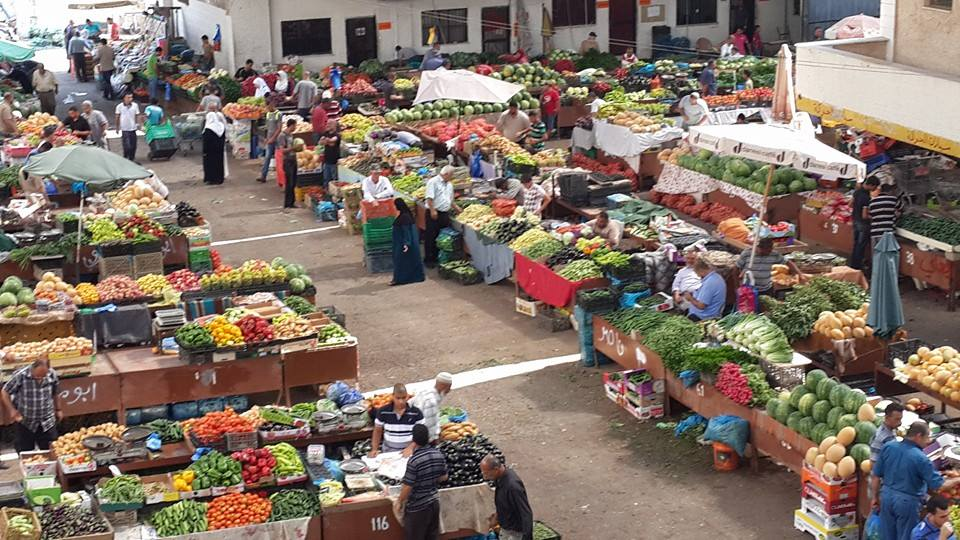
Piață în Tulkarm

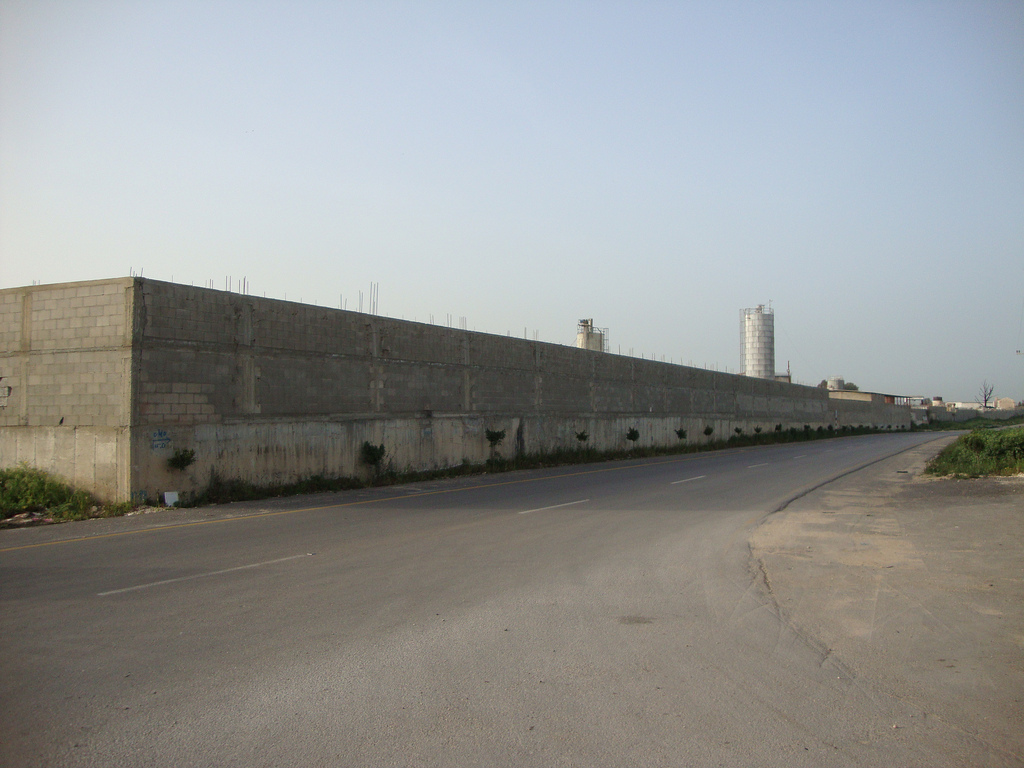
Întreprindere chimică la Tulkarm

### Agricultură, legumicultură și pomicultură
Pământul cultivabil din Tulkarm permite creșterea de grâu, susan, pătlăgele vinete, roșii, ardei, cartofi, fasole, citrice, pepeni, guaiava, arahide și măsline, ananas  precum și producția de ulei de măsline.

### Creșterea animalelor
Populația se mai ocupă și cu creșterea animalelor, mai ales a ovinelor.

### Comerț și industrie
În timpul ocupației israeliene, începând din iunie 1967 Tulkarm și regiunea a cunoscut perioade de calm,  fiind un centru comercial popular în rândurile locuitorilor israelieni din regiunea Sharon, vestit mai ales pentru articolele textile produse în localitate. 
În urma Intifadei a întâia și a doua care au cauzat numeroase victime în rândul israelienilor și a ordinului armatei israeliene care din motive de securitate, interzice   israelienilor care nu locuiesc în teritoriile ocupate, de a vizita zona A controlată de Autoritatea Națională Palestiniană, turismul din Israel practic a încetat.  Ridicarea zidului de separare în 2003-2005 a dus la   încetinirea activității și a dezvoltării economice. Pentru a înlesni mersul economiei, începând cu al doilea deceniu al secolului al XXI-lea autoritățile militare israeliene au permis arabilor israelieni să viziteze localitatea. În oraș funcționează o fabrică de apă minerală Arwa. În apropierea orașului, lângă zidul de separare, s-a organizat zona industrială israeliană Nitzaney Shalom (Mugurii păcii), în care o vreme au lucrat circa 600 muncitori palestinieni în întreprinderi israeliene.  

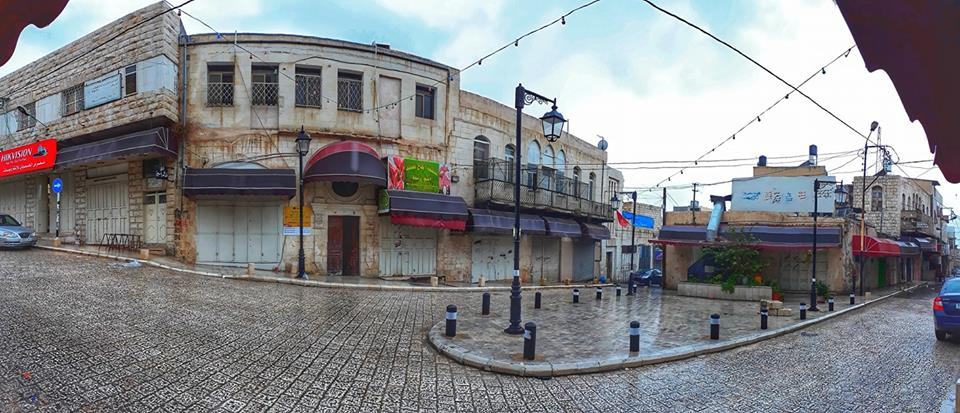
Orașul vechi Tulkarm

## Transport și comunicații
Șoseaua rapidă 6 trece la vest de Tulkarm, fără acces la oraș. Drumurile rutiere din districtul Tulkarm sunt clasificate în trei categorii: prima este cea de drumuri pavate solide cu două linii centrale care leagă Tulkarm de Qalqiliya și de alte localități din district. Șoseaua 574 trece prin oraș și leagă Tulkarm de satul Izbat Shifa la sud  si Al Jarushiya la nord-est.
Al doua categorie este formată din drumuri cu o singură bandă, cu pavaj solid, care leagă comunitățile rurale. Un drum local duce la est spre Iktaba. Al treia categorie este alcătuită din drumuri neasfaltate (drumuri albe) care caracterizează majoritatea zonelor rurale. Serviciile de transport disponibile în districtul Tulkarm includ autobuze si taxiuri.. Totuși, din cauza insuficienței sistemului organizat de transport public, un procent mare de vehicule private sunt folosite de proprietarii acestora pentru a transporta pasageri între comunități.

## Învățământ

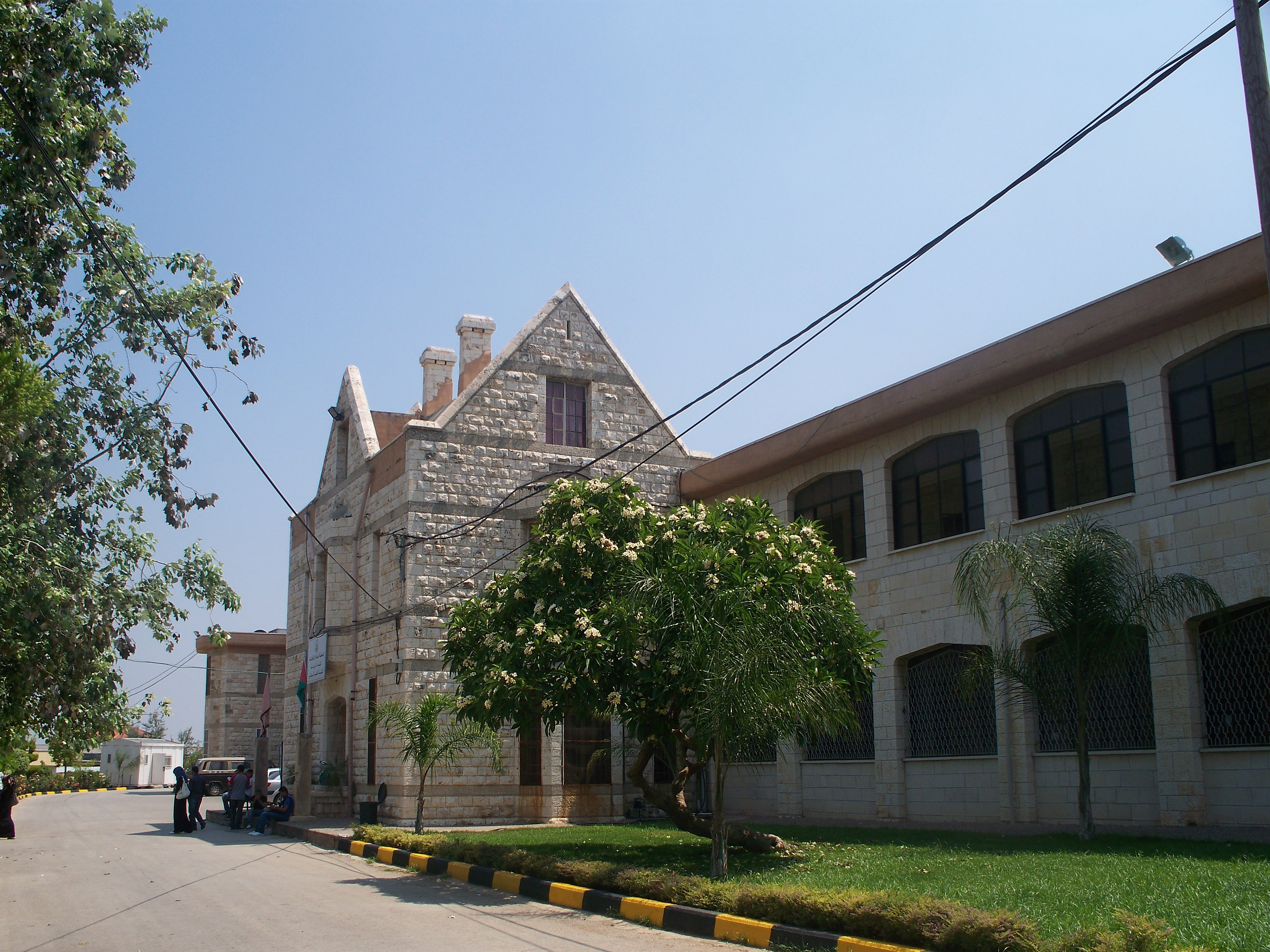
Universitatea Națională An-Najah, campus la Tulkarm

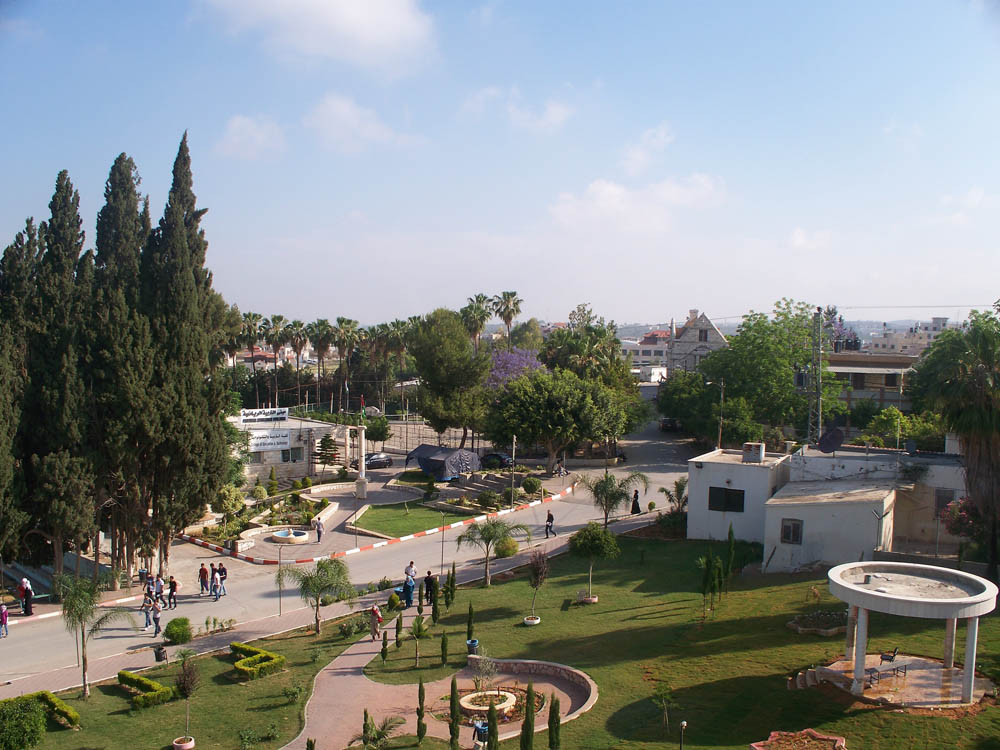
Universitatea Tehnică – Kadoorie din Tulkarm

În oraș funcționează  trei universități:
- două campusuri filiale ale Universității Naționale An-Najah (1977), cuprinzand din 1996 un colegiu de agricultură și medicina veterinară.[8]
- o filială a Universității Deschise Al-Quds din Ierusalim (1992)
- Universitatea Tehnică Palestiniană Kaduri - singura universitate publică palestiniană, a fost fondată în 1930  sub numele Colegiului agricol Kadoorie de către filantropul evreu Ellis Kadoorie, originar din Irak.

În timpul regimului iordanian a devenit Colegiul Regele Hussein, iar din 2007 Universitatea Tehnică Tulkarm.
La Tulkarm există șapte licee, trei de fete -între care Al Adawiah și Al-Khawaja și patru de băieți - inclusiv  Al Fadilia, Ihsan Samara, Adnan Sefareni, și un liceu profesional mixt. La 24 septembrie 2016 s-a inaugurat școala Salah Khalaf, numită după Salah Khalaf zis Abu Iyad, unul din comandanții organizației Fatah. 

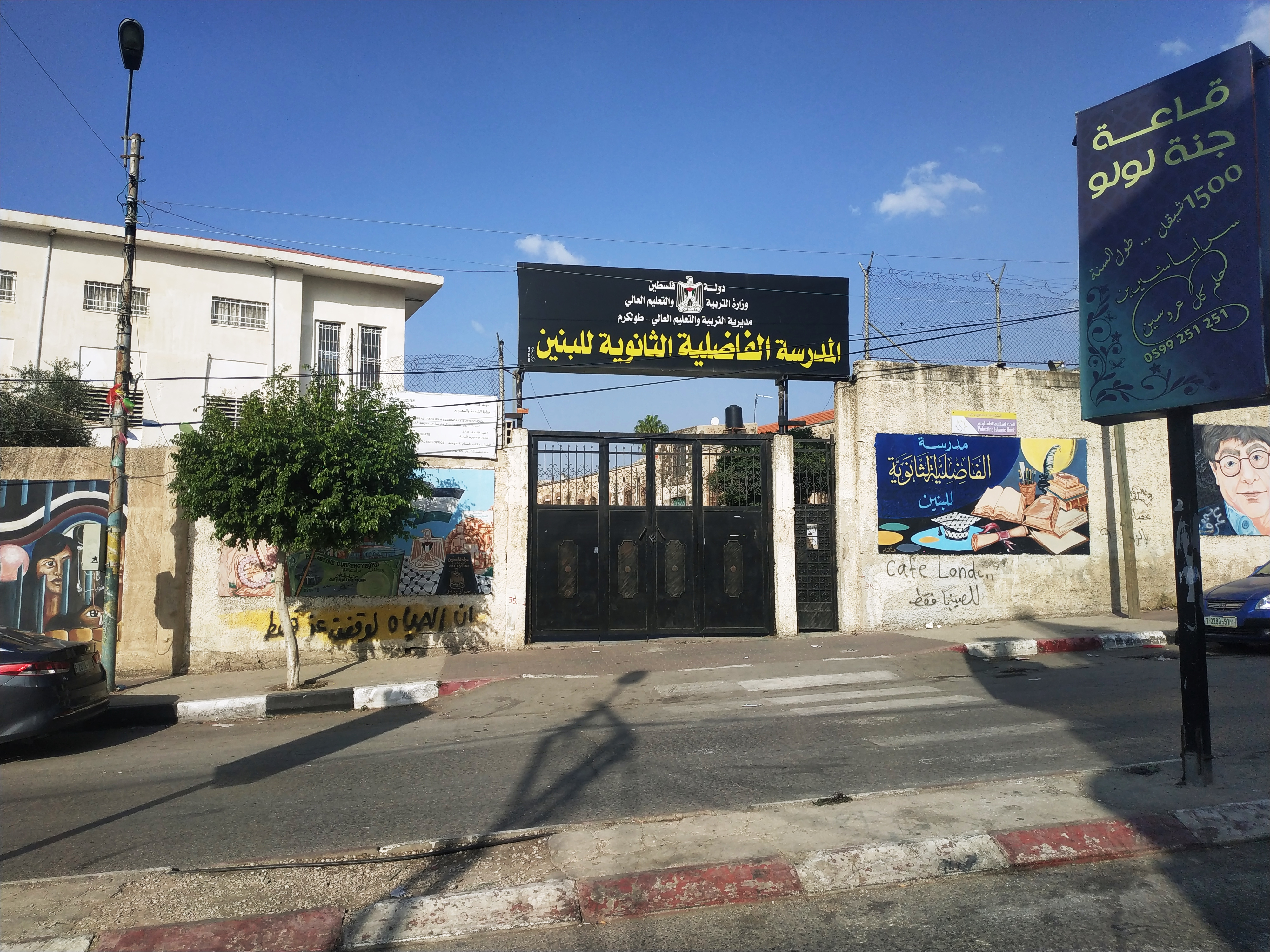
Liceul Fadiliya

## Cultura
Tulkarm este cunoscut pentru rochiile tradiționale, brodate sau nu, ale femeilor, de obicei simple și de culoare închisă, așa cum se obișnuiește la sătencele arabe din nordul Palestinei.
Una din broderiile cele mai populare sunt cele care înfățișează harta Palestinei istorice.
Una din mâncărurile caracteristice orașului și zonei este musahan - din pui fript, ceapă, sumac, pâine de la tabun și ulei de măsline. 
Tulkarm posedă trei stații de televiziune privată: Al-Salam (din 1991), Al Fajr (din 1996) și Al -Bilad (din 1994)
În oras apar mai multe publicatii, între care cotidianul Al Ittihad Al Arabi, care apare din anul 1925. 
Există două teatre și două cinematografe
Evenimente culturale:
- august - Festivalul Tulkarm

## Sportul
Tulkarm are două echipe semi-profesionale de fotbal:
Thaqafi Tulkarm (Cultural Tulkarm) și Markez Shabab Tulkarm (Centrul de tineret Tulkarm) din prima ligă  palestiniană de fotbal.
In oraș există mai multe stadioane: Stadionul Municipal, Stadionul Universității Tehnice Kaduri și un stadion acoperit inaugurat în 2010.
În iulie 2013 orașul a fost vizitat de președintele FIFA, Joseph Blatter.

## Cartiere și suburbii[70]
- Centrul
- Orașul vechi
- Cartierul de vest, lângă centrul orașului
- Cartierul de nord
- Cartierul de sud
- Cartierul de est

Tulkarm este înconjurat de trei dealuri pe care se afla satele devenite suburbii ale sale - Shweika (la nord,la 120 metri altitudine), Dhinnaba (la est, la 130 metri eltitudine) și Irtah (la sud ,110 metri altitudine).
- Shweika
- Iktaba
- Dhinnaba
- Al Rashid
- Al Azab
- Kafa
- Irtah
- Mohandessin
- Al Jadid
- Arondismentul lucrătorilor publici
- Arondismentul Al Aksa
- Jabal al Sayed
- Jabal Al Nasser
- Arondismentul As Salam

Tabere de refugiați:
- Tabăra Tulkarm
- Tabăra Nur Shams

## Atracții turistice și monumente
- Orașul vechi
  - Piața Manshiye sau piața de aur [8]
  - Saraya (vechea clădire a guvernământului)
  - Muzeul arheologic (fosta clădire a poștei, din 1908) - pe strada Paris
- Moscheea cea Mare - cu două minarete (din sec. al XII-lea din epoca ayubidă)
- Cetățuia cruciată
- Roata cea mare - panoramă a orașului
- Biserica ortodoxă Sf Gheorghe - din 1830
- Parcul de distracții Mega Land
- Universitatea Tehnică Palestiniană Kaduri (Khodori)

din 1930
- Cimitirul militar britanic, unde sunt îngropați 90 de militari britanici căzuți în Palestina în Primul Razboi Mondial. Se află la 200 metri est de joncțiunea Nitzaney Oz
- Moschea Omar ibn al Khattab (Moscheea cea veche)
- Moscheea Al Quds - cu patru minarete și o cupolă - din sec. al XVI-lea

- Situl arheologic Irtah :

pe un povărniș la sud de satul Irtah - vestigii romane, bizantine , arabe si islamice
"Mormântul Fiicelor lui Iacob" 
- Satul Kor - la sud-est de Tulkarm; vestigii mameluce si otomane
- Shuweika - Tel Al Rasm, nord de Tulkarm

moschee otomană
- Satul Deir Istiya - la 5 km nord de Salfit si 1.5 kn sud vest de Nablus
- Salfit - oras tradi'ional palestinian cu izvoare istorice,

vestigii islamice 

### Tulkarm in media artistică
- Filmul artistic „200 metri” al regizorului Amin Nayfe - coproducție palestino-iordano-qataro-suedezo-italiană (2020)

## Localități înfrățite
- Meknès ((2017)
- Montpellier
- Saint-Denis
- Milano
- Konya
- Val-de-Marne

## Personalități
- Akram Al-Ashkar (1982 - ) regizor palestinian
- Rania Al-Abdallah, născută Rania Al-Yassin (1970-), regina Iordaniei, provine dintr-o familie palestiniană cu rădăcini in Tulkarm [71]
- Sanaa al-Sarghali (1987 -) juristă palestiniană
- Abu Anas ash-Shami (1969-2004) conducătorul spiritual al organizației teroriste islamice At-Tawhid wa al Jihad
- Abdul-Ghani Al-Karmi (1906-1974) Politician și ziarist palestinian-iordanian, multă vreme comunist, a devenit președintele Curții Regale Hashemite din Amman
- Mahmud Al Karmi (1889-1939) ziarist, scriitor și poet palestinian,
- Marʿī ibn Yūsuf ibn Abī Bakr Al Karmi (1580‒1623) teolog și jurist islamic, a activat în Egipt
- Zuhair Maḥmoud Sa`id Al-Karmi (1921-2009) ziarist, redactor de televiziune, pedagog și administrator palestinian-iordanian, fondatorul Universității Al Kuds și al Spitalului Al Jihad din Tulkarm
- Abu Salma (Abd Al-Karim Al-Karmi (1906-08 - 1980) poet palestinian, activist pe tărâm obștesc, care a trăit în Iordania și Siria
- Widad Kawar (1931- ) folcloristă, istoric și colecționară de arta populară palestino-iordaniană
- Khaled Abu Toameh (n.1963) ziarist si regizor de filme documentare arab israelian
- Ekrem Akurgal (1911-2002), arheolog turc
- Abd al-Rahim al-Hajj Muhammad Al Saif (1892-1939) născut la Dhinnaba, comandant al unor grupuri armate palestiniene și al revoltei arabe din Palestina în anii 1936-1939
- Shakib Dallal (1920-1991), om  politic palestinian , veteran al Marii Revolte arabe din 1936-39 în Palestina și al Războiului arabo-israelian din 1948-1949
- Hilmi Hannun (1913-2001) politician palestinian, a fost primar al Tulkarmului
- Hassan Said Karmi (1905-2007) ziarist și redactor de radio palestinian-iordanian, a lucrat la BBC
- Bassam Lotfi (1940-2022) actor sirian de teatru
- Zuhair Muhsin (1936-1979) comandantul organizației teroriste palestiniene Al Saika
- Khaled Nashef (1942-2009) istoric și arheolog palestinian (U. Bir Zeit)
- Edmone Roffael (1939–2021), chimist, inventator și specialist în biologia și tehnologia lemnului, german de origine palestiniană,
- Ali H. Nayfeh (1933–2017), inginer mecanic și aeronautic american-iordanian, de origine palestiniană ,născut la Shweika, Tulkarm
- Amin Nayfeh (1988-) regizor de cinema palestinian

## Note

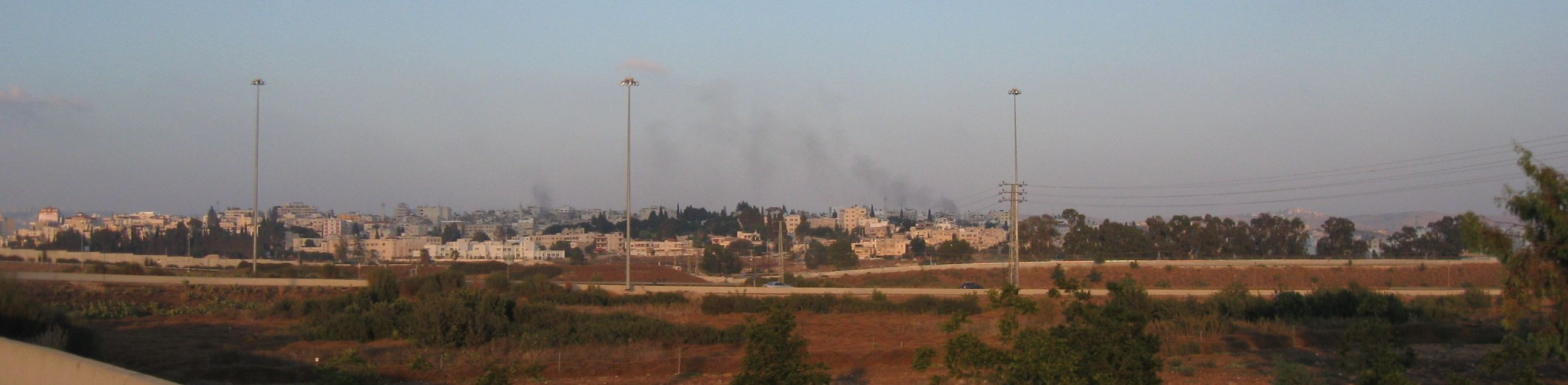
Tulkarm văzut dinspre joncțiunea Nitzaney Oz